# Hans Alfredson
Hans Folke "Hasse" Alfredson (28 de junio de 1931 - 10 de septiembre de 2017) fue un actor, director de cine, escritor y comediante sueco.
En los 11° Premio Guldbagge, ganó el premio al Mejor Director en 1975.
Entre 1992 y 1994, Alfredson fue director del museo al aire libre Skansen en Estocolmo. También escribió una serie de libros, algunos intensamente cómicos en un estilo Monty Python, algunos igualmente intensamente trágicos, algunos una mezcla de los dos.

## Trabajo seleccionado

### Como actor
- 1964 – Swedish Portraits
- 1965 – Docking the Boat
- 1967 – Skrållan, Ruskprick och Knorrhane
- 1968 – Skammen
- 1968 – Out of an Old Man's Head
- 1970 – Grisjakten
- 1970 – Pippi on the Run
- 1971 – Los emigrantes
- 1971 – The Apple War
- 1972 – La nueva tierra
- 1974 – Dunderklumpen!
- 1974 – Gangsterfilmen